# Pașovi, Pazardjik
Pașovi (în bulgară Пашови) este un sat în comuna Velingrad, regiunea Pazardjik,  Bulgaria. 

## Demografie
Componența etnică a satului Pașovi
     Turci (19,56%)
     Bulgari (10,68%)
     Nicio identificare (67,7%)
     Altele (2,04%)
La recensământul din 2011, populația satului Pașovi era de 833 locuitori. Nu există o etnie majoritară, locuitorii fiind turci (19,56%) și bulgari (10,68%). Pentru 67,7% din locuitori nu este cunoscută apartenența etnică.